# Айцвилы
Айцви́лы (бел. Айцві́лы, пол. Ejcwiły) — деревня в Сморгонском районе Гродненской области Белоруссии.
Входит в состав Жодишковского сельсовета.
Расположена в восточной части района. Расстояние до районного центра Сморгонь по автодороге — около 22,5 км, до центра сельсовета агрогородка Жодишки по прямой — чуть менее 5 км. Ближайшие населённые пункты — Курчи, Малиновая, Понижаны.
Согласно переписи население Айцвил в 1999 году насчитывало 16 человек.
Через деревню проходят местные автомобильные дороги:
- Н7378 Айцвилы — Понижаны — Жодишки
- Н7951 Жодишки — Айцвилы

Через Айцвилы проходят регулярные автобусные маршруты:
- Сморгонь — Вишнево
- Сморгонь — Комарово
- Сморгонь — Свайгини
- Сморгонь — Свирь
- Сморгонь — Хведевичи